# عاصم عفيفي
عاصم عفيفي (ولد في 3 يناير 1947) هو أستاذ دولي مصري في الشطرنج 1985.

## مسيرته
من أوائل ثمانينيات القرن العشرين وحتى منتصف التسعينيات، كان عاصم عفيفي أحد أبرز لاعبي الشطرنج في مصر. شارك مرتين في بطولات المناطق ببطولة العالم للشطرنج:
- في عام 1985 في تونس احتل المركز السادس عشر؛[4]
- في عام 1990 في مانيلا تقاسم المركز 60 - 63.[5]

#### لعب لصالح مصر في أولمبياد الشطرنج
- عام 1980، في المركز الرابع في أولمبياد الشطرنج الرابع والعشرين في لا فاليتا (+6، =5، -3)[6]
- عام 1982، في أول مشاركة له في أولمبياد الشطرنج الخامس والعشرين في لوسيرن (+5، =3، -5)
- عام 1984، في أول مشاركة له في أولمبياد الشطرنج السادس والعشرين في سالونيك (+6، =3، -2)
- عام 1986، في أول مشاركة له في أولمبياد الشطرنج السابع والعشرين في دبي (+6، =2، -3)
- عام 1988، في أول مشاركة له في أولمبياد الشطرنج الثامن والعشرين في سالونيك (+5، =4، -2)
- عام 1990، في أول مشاركة له في أولمبياد الشطرنج التاسع والعشرين في نوفي ساد (+2، =5، -3)
- عام 1992، في المركز الثالث في أولمبياد الشطرنج الثلاثين في مانيلا (+2، =6، -2)

#### لعب لأفريقيا في بطولة العالم للشطرنج للفرق
- عام 1985، في أول مشاركة له في بطولة العالم الأولى للشطرنج الجماعي في لوسيرن (+0، =2، -7)[7]
- عام 1989، في اللوحة الأولى في بطولة العالم الثانية للشطرنج الجماعي في لوسيرن (+0، =2، -2)

#### لعب لصالح منتخب مصر في بطولة أفريقيا للفرق للشطرنج
عام 1993، حصل على المركز الثاني في بطولة أفريقيا الأولى للفرق للشطرنج في القاهرة (+1، =3، -1) وحصل على الميدالية الفضية للفرق.

## روابط خارجية
- عاصم عفيفي على موقع الاتحاد الدولي للشطرنج (الإنجليزية)
- عاصم عفيفي على موقع مباريات الشطرنج (الإنجليزية)
- عاصم عفيفي على موقع 365Chess.com (الإنجليزية)
- عاصم عفيفي على موقع Chesstempo.com (الإنجليزية)
- عاصم عفيفي سجل أولمبياد الشطرنج على موقع OlimpBase.org (الإنجليزية)